# Stazione di Naka-Meguro
La stazione di Naka-Meguro (中目黒駅?, Naka-Meguro-eki) è una stazione ferroviaria di Tokyo che si trova a Meguro. La stazione è un utile punto di interscambio fra la linea Tōyoko proveniente da Yokohama e la linea Hibiya della metropolitana.

## Storia
La stazione è stata aperta il 28 agosto 1927 e sin dall'inizio è su viadotto. La linea Hibiya della metropolitana ha raggiunto la stazione il 22 luglio 1964 e il 29 agosto dello stesso anno sono iniziati i servizi diretti della metropolitana con la linea Tōyoko verso Hiyoshi, e verso la stazione di Kita-Koshigaya a nord, sulla linea Tōbu Isesaki. La stazione sin da allora è una fermata dei treni espressi.
L'8 marzo 2000 la stazione di Naka-Meguro è stata teatro di uno scontro fra treni che nel deragliamento conseguente hanno provocato 5 vittime e diversi feriti.
Dal 19 marzo 2003 presso la stazione fermano anche i treni espressi limitati.

## Linee

### Treni
- Tōkyū Corporation
  -  Linea Tōkyū Tōyoko

### Metropolitana
- Tokyo Metro
  -  Linea Hibiya

## Struttura
La stazione dispone di infrastrutture condivise fra le due linee ferroviarie passanti.
| 1 | Linea Tōkyū Tōyoko | per Jiyūgaoka, Musashi-Kosugi e Yokohama Linea Minatomirai per Motomachi-Chūkagai |
| 2 | Linea Hibiya       | solo discesa                                                                      |
| 3 | Linea Hibiya       | per Ginza, Ueno, Kita-Senju e Tōbu Dōbutsu Kōen                                   |
| 4 | Linea Tōkyū Tōyoko | per Shibuya                                                                       |

## Stazioni adiacenti
| «                             | Servizio                    | »                  |
| Linea Tōkyū Tōyoko            | Linea Tōkyū Tōyoko          | Linea Tōkyū Tōyoko |
| ----------------------------- | --------------------------- | ------------------ |
| Daikan-yama Ebisu (L. Hibiya) | Locale                      | Yūtenji            |
| Shibuya                       | Espresso                    | Gakugeidaigaku     |
| Shibuya                       | Espresso Limitato Pendolari | Jiyūgaoka          |
| Shibuya                       | Espresso Limitato           | Jiyūgaoka          |
| Linea Hibiya                  |                             |                    |
| Terminus                      | -                           | Ebisu              |